# Torre Balfredo
Torre Balfredo è l'unica frazione di Ivrea nella città metropolitana di Torino. Si trova a circa 5 chilometri dal capoluogo, al confine con Albiano d'Ivrea.

## Toponimo
Il nome del centro abitato deriva da quello di una torre, di probabile origine romana, attestata in documenti risalenti al 1338. Balfredo farebbe invece riferimento a balfredus o verfredus, i nomi latini di una macchina da guerra anticamente utilizzata durante gli assedi. Un tempo anche denominata Torre di Bajro.

## Storia
Nei pressi della frazione esistevano alcuni laghetti, che progressivamente si prosciugarono.
Nel XVIII secolo a Torre di Balfredo erano presenti due mulini di proprietà della principessa Irene di Francavilla (1670-1725); il centro abitato appartenne poi al contado dei Perucca. Attorno alla metà del XIX secolo Torre di Balfredo viene citata come comune autonomo, mentre nel 1862 è invece attestata come frazione di Ivrea.
La parrocchia autonoma, intitolata ai santi Filippo e Giacomo, venne istituita il 18 dicembre 1837, staccandosi dalla parrocchia eporediese dei Santi Lorenzo e Stefano. La nuova parrocchia venne fondata grazie alle sovvenzioni spontanee della popolazione.
Torre Balfredo fu sede di un importante setificio, con una manodopera di circa 500 operai e fondato nel 1855 e di proprietà dei fratelli Ceriana, banchieri di Torino. Si trattava di uno dei primi setifici del Piemonte e i suoi dipendenti, principalmente donne, lavoravano con orari da 12 ore al giorno.  Secondo il censimento del 1871, Torre Balfredo aveva una popolazione di 628 abitanti  , saliti a 731 nel 1911.

## Edifici di interesse
- Chiesa parrocchiale dei Santi Filippo e Giacomo, prima metà del XIX secolo.[9]
- Sfioratore e opere idrauliche connesse al Naviglio di Ivrea.[14]
- Ruderi della ex-centrale idroelettrica Cima, realizzata nel 1907.[15]
- A Torre Balfredo sono presenti una scuola per l'infanzia e una scuola primaria [16]. Quest'ultima venne costruita negli Anni Trenta del Novecento[17] e fu intitolata nel 2011 a Selina Lesca Roffino (1914-1996, nome di battaglia Cassandra), una partigiana del Canavese [18].

## Escursionismo
Il territorio è attraversato dalla via Francigena nel Canavese.